# E-Ship 1 (schip, 2010)

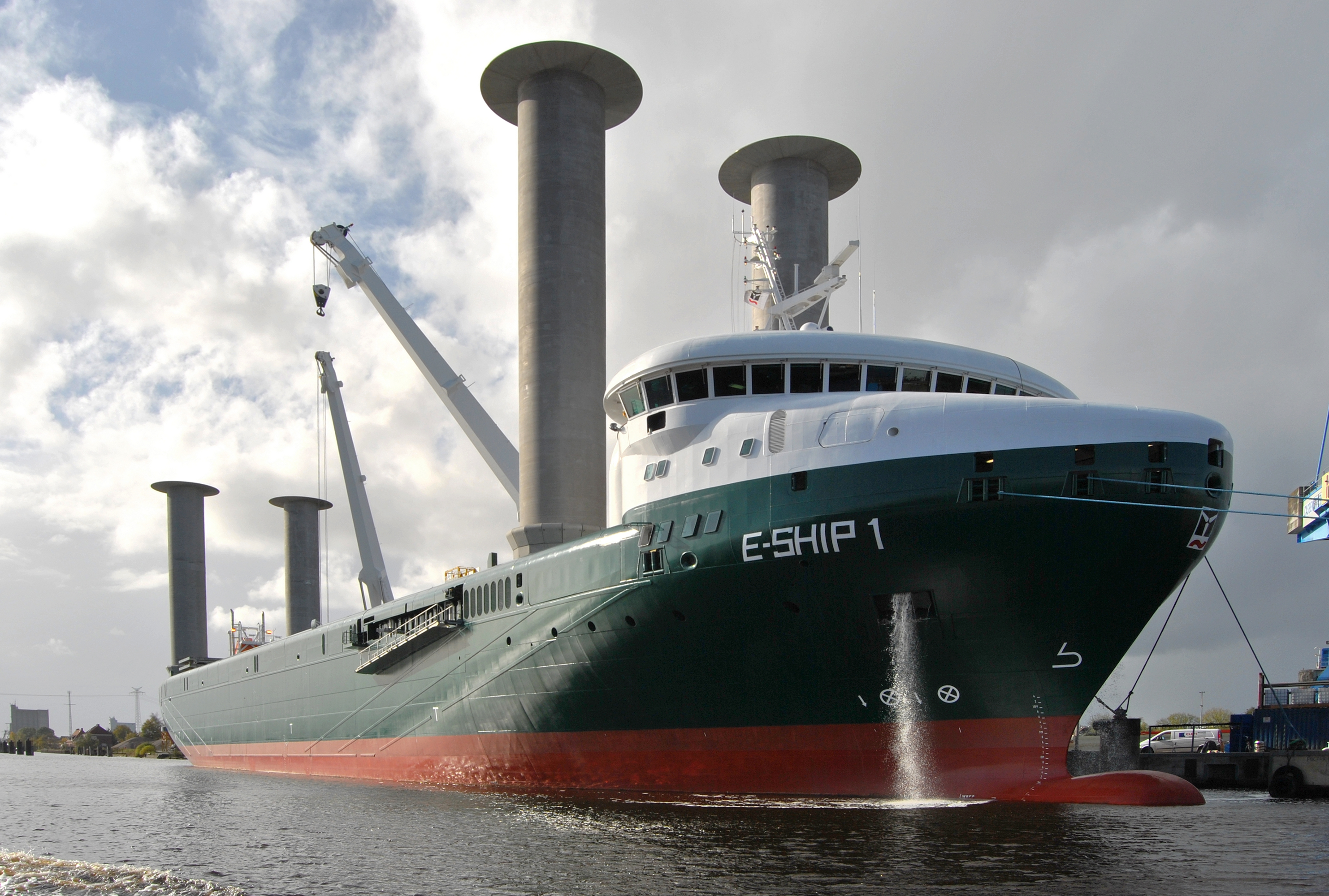
E-Ship 1

Het E-Ship 1 is een RORO-vrachtschip van de Duitse windmolenproducent Enercon dat voornamelijk onderdelen van windturbines vervoert. Het schip is opmerkelijk omdat het vier kenmerkende rotorzeilen heeft die het aandrijven dankzij het Magnuseffect.